# Дикштейн, Екатерина Александровна
Екатерина Александровна Дикштейн (3 февраля 1913, Санкт-Петербург — 29 апреля 2005, Донецк) — советский врач и учёный-медик, подполковник медицинской службы в отставке, доктор медицинских наук (1958 год), профессор.

## Биография
Родилась в семье земского врача. В 1929 году поступила на медицинский факультет Казанского университета, впоследствии переведена в Ростов-на-Дону. В 1933 году окончила Ростовский медицинский институт.
Работала в больнице прозектором, внештатным ассистентом на кафедре патологической анатомии. 1938 году при том же институте окончил аспирантуру. В том же году защитила кандидатскую диссертацию: «Патологическая анатомия первичного рака легких». Осталась работать на кафедре штатным ассистентом.
Во время Великой Отечественной войны с 23 июня 1941 в армии, в полковых медсанбатах, полевых передвижных госпиталях. Была на Западном и Втором Белорусском фронтах. Впоследствии — на должности начальника армейской патологоанатомической лаборатории.
После войны работала главным патологоанатомом Горьковского и Северо-Кавказского военных округов.
В 1946 году возвращается в Ростов-на-Дону — доцент кафедры патологической анатомии.
В 1956-1988 годах возглавляла кафедру патологической анатомии Донецкого медицинского института.
В 1958 году защитила докторскую диссертацию «Патоморфология и патогенез сосудистых изменений при гипертонической болезни».
Работала врачом-патологоанатомом Донецкой центральной городской клинической больницы № 1.
Была председателем Донецкого областного союза патологоанатомов.
Написала до 180 научных работ, из них монографии:
- 1938 — «Патологическая анатомия первичного рака легких»,
- 1986 — «Ишемическая болезнь кишечника» — в соавторстве.

Подготовила 14 докторов и 34 кандидата наук.
Награждена двумя орденами Отечественной войны II степени, орденом Красной Звезды, Богдана Хмельницкого, медалями «За оборону Москвы», «За взятие Кенигсберга», «За победу над Германией», «Защитник Отечества», «Ветеран труда».